# Mercedes-Benz NG
Mercedes-Benz NG (Neue Generation, nová generace) byla řada nákladních automobilů vyráběných v letech 1973 až 1988 společností Daimler-Benz. S novou generací dokázala firma Daimler-Benz rozšířit svou pozici v oblasti středních a těžkých nákladních vozidel. Vozidla se výborně prodávala a rozšířila se téměř po celém světě. Nástupcem byla v roce 1988 těžká třída. 

## NG '73
Nová generace představená v roce 1973 byla novou konstrukcí se zcela novým vzhledem. Zpočátku byla uvedena na trh jako stavební vozidlo s příslušně krátkou kabinou. V roce 1974 přibyla o 600 milimetrů prodloužená dálková kabina. Od roku 1977 byla kabina k dispozici ve třech různých verzích: krátká kabina, známá také jako kabina S, středně dlouhá kabina (kabina M) s úzkými zadními bočními okny a tehdejší dálková kabina (kabina L) se dvěma lůžky. Do roku 1977 měly kabiny úzké blatníky a po přidání středně dlouhé kabiny byly blatníky všech tří typů rozšířeny. Vozidla ve středních hmotnostních třídách byla od roku 1975 zařazena i do této řady NG, již neměla vlastní kabinu řidiče a všechny kabiny byly nyní sklopné. V roce 1979 přibyla tzv. velká kabina. 

## NG '80
Od roku 1980 byla vozidla nové generace nabízena s přepracovanými modulárními motory v provedení do V s možností výběru 6, 8 nebo 10 válců (OM 42x); šestiválcové řadové motory v nabídce zůstaly. Nejvýkonnějším motorem byl motor V8 OM 422 LA s přeplňováním výfukovými plyny a chlazením plnicího vzduchu o výkonu 276 kW. Výkonné motory V8 byly zpočátku vyhrazeny pro silniční vozidla, stavební vozidla zpočátku s turbomotory nebyla k dispozici. Vrcholnou motorizací byl atmosférický motor V10 OM 423 o zdvihovém objemu 18,3 litru a výkonu 261 kW. Upravená vozidla byla zvenčí rozpoznatelná podle vzduchových deflektorů, které byly instalovány v rozích kabiny. Dále byla vynechána horizontální ozdobná lišta na masce chladiče. Typový nápis a kryt zrcátka byly od nynějška černé. Jako čtvrtá varianta kabiny nad kabinou L byla kabina GR nabízena jako skutečná dálková kabina se zvýšenou střechou a stojanem na oblečení. Tato kabina byla také širší než ostatní (rozpoznatelné podle podběhů kol, které byly v jedné rovině s kabinou) a neměla standardně žádná okna na straně řidiče vzadu vlevo a v zadní části kabiny. Od roku 1984 byl nabízen vidicový desetiválcový motor OM 423 ve verzi OM 423 LA s výfukovým turbodmychadlem a mezichladičem, který zvýšil výkon z 261 kW na 368 kW. Tento motor byl instalován do třínápravového tahače 3850 AS. 

## NG '85

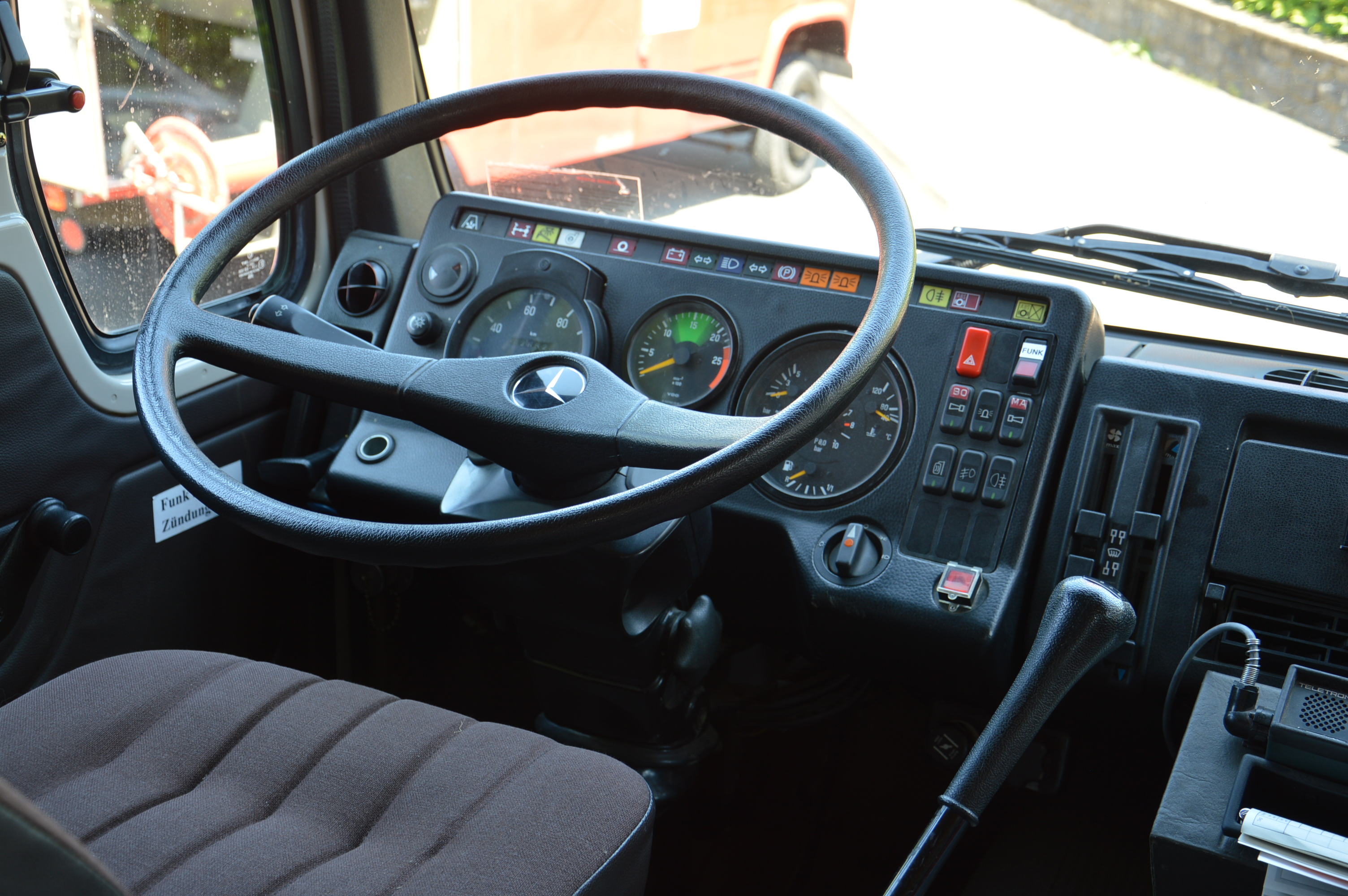
Stanoviště řidiče modelu NG 85

Třetí a poslední revize proběhla v roce 1985. Poprvé bylo představeno elektropneumatické řazení (Electronic Power Shift, EPS), počítačem podporovaná pomůcka při řazení. Byl nabízen v sérii pro tehdy nový „top model“ 1644. V níže uvedených výkonnostních třídách byl zpočátku volitelný a nebyl k dispozici ve stavebních vozidlech. Motorová paleta byla opět přepracována, nejvýkonnějším motorem V8 byl nyní OM 442 LA o výkonu 320 kW. Stejný motor byl nabízen jako OM 442 A bez chlazení plnicího vzduchu o výkonu 257 kW. OM 442 byl první naftový motor na světě pro nákladní automobil, který měl elektronickou řídicí jednotku motoru (nazývanou Electronic Diesel Control (EDR) u Daimler-Benz). Jinak zůstala nabídka motorů v podstatě nezměněna. Tato nová vozidla byla navenek rozpoznatelná podle menších, obdélníkových typových štítků se stříbrným písmem. Na palubní desce byly použity modernější páčkové přepínače namísto předchozích na stisk. Od roku 1987 byl NG k dispozici také jako čtyřnápravový model s konfigurací náprav 8 × 8. Daimler-Benz postavil dva čtyřnápravové modely, 3528 AK s motorem V8 OM 422 s volným sáním a 3535 AK s přeplňovaným motorem V8 OM 442 A bez mezichladiče. Obě vozidla byla navržena pro celkovou hmotnost vozidla 35 000 kg. 

## Galerie

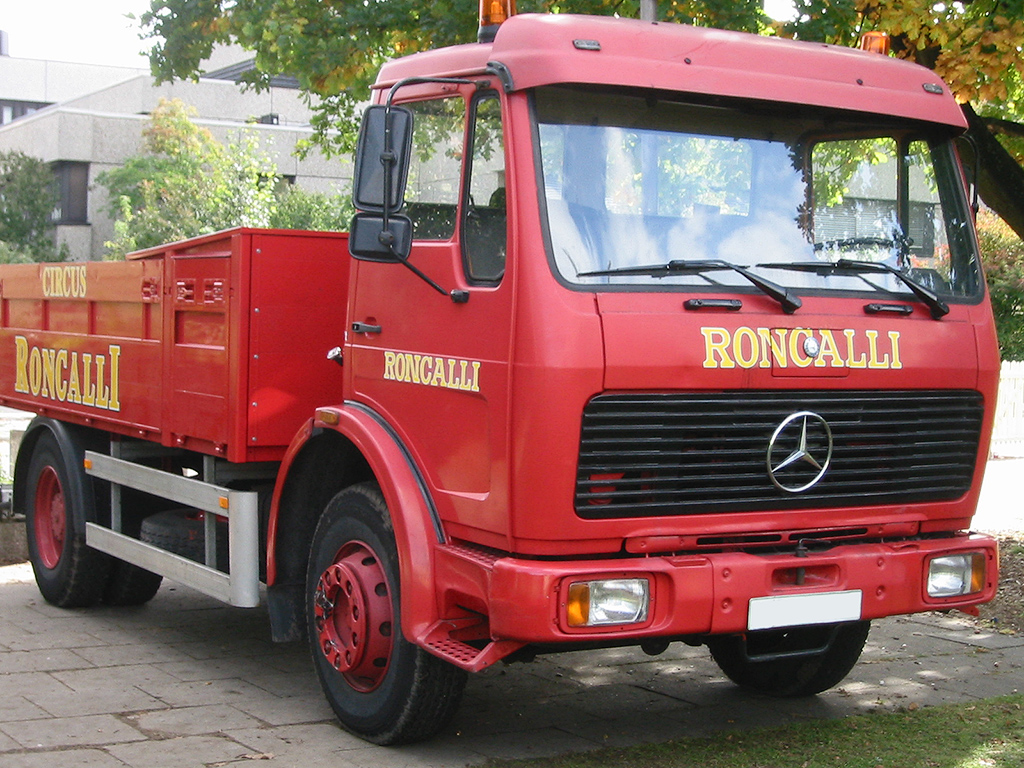
NG '73 (1973–1977), do roku 1977 s úzkým předním blatníkem
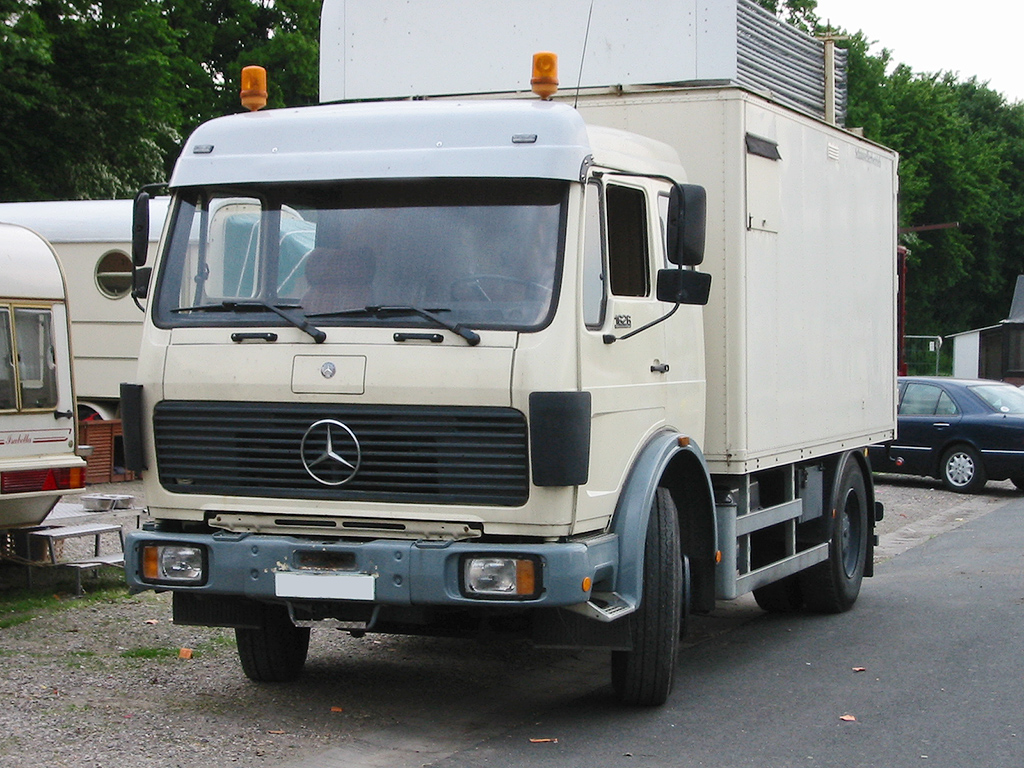
NG '73 (1973–1977)
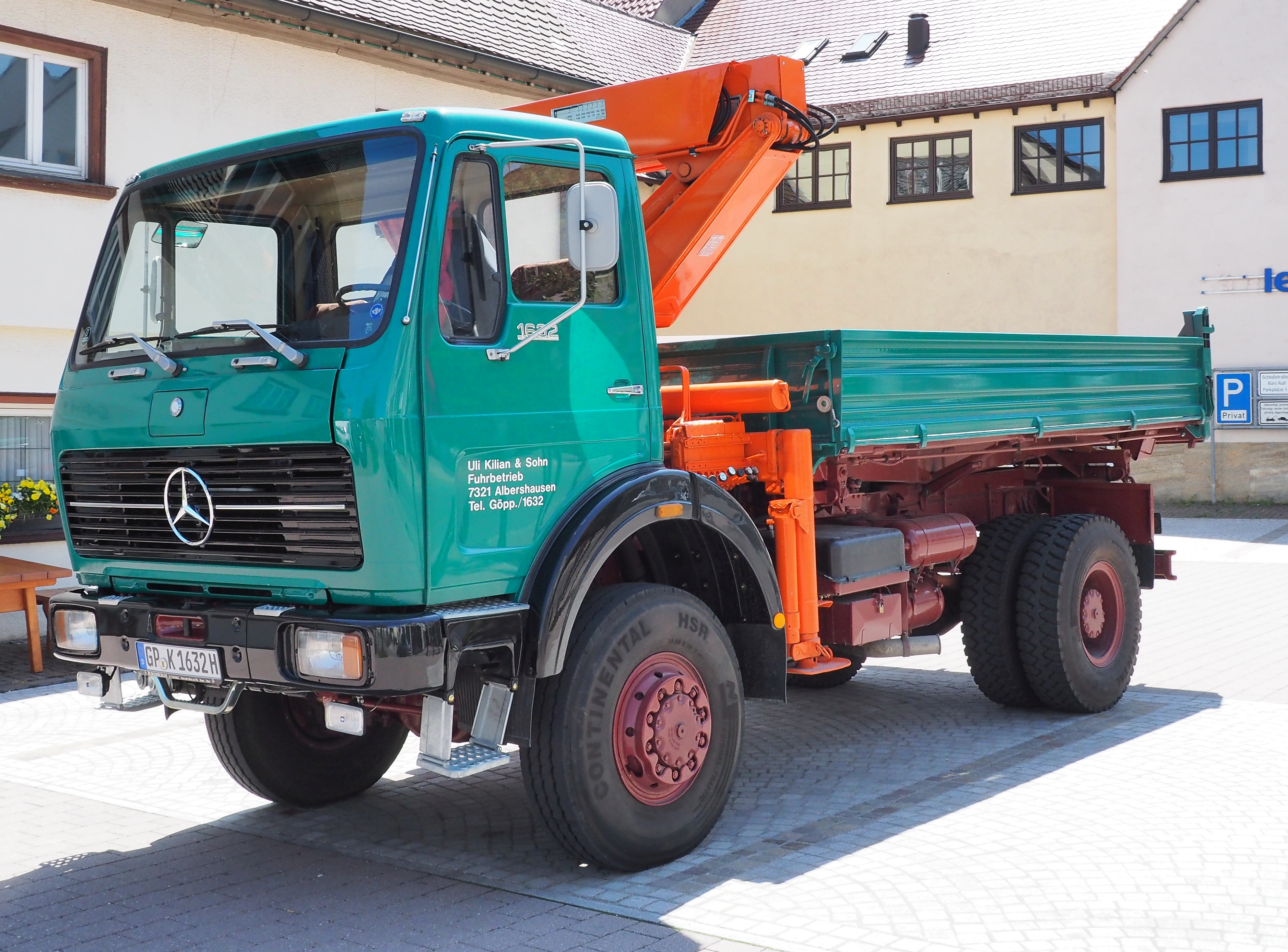
Mercedes-Benz 1632 AK (NG '73)
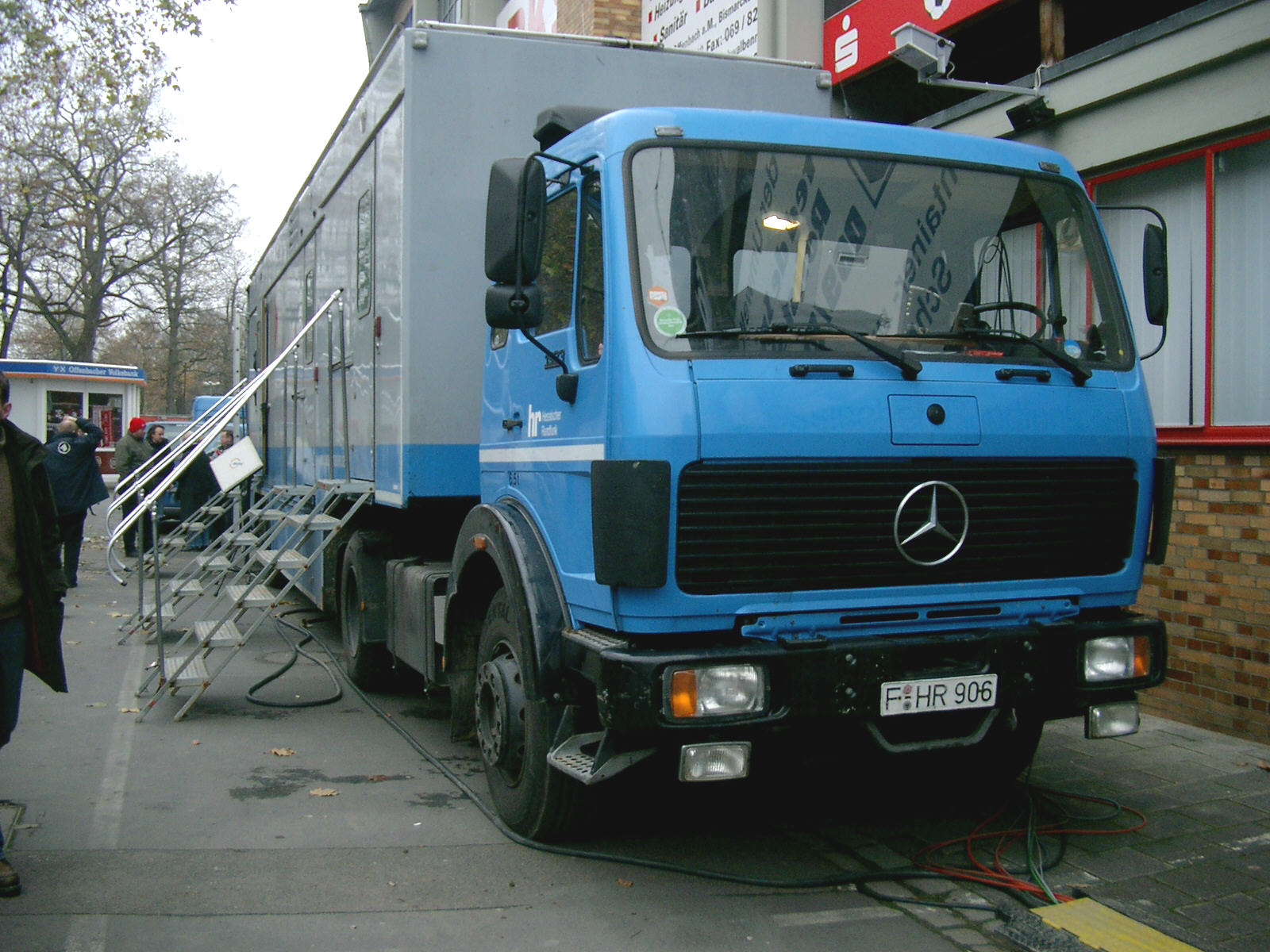
NG '80 (1980–1985)
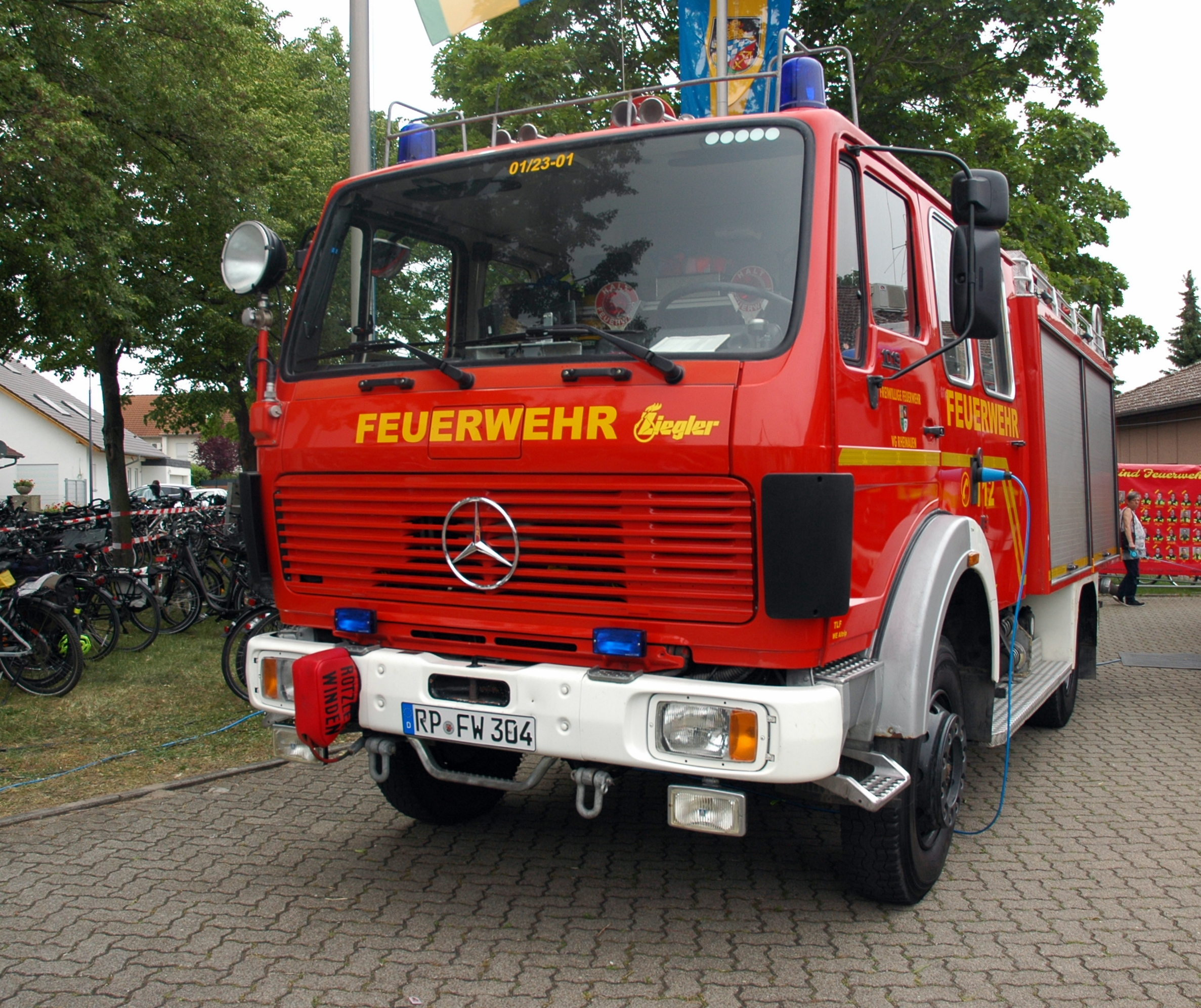
NG '80 (1980–1985) s bočními větrnými deflektory od roku 1980
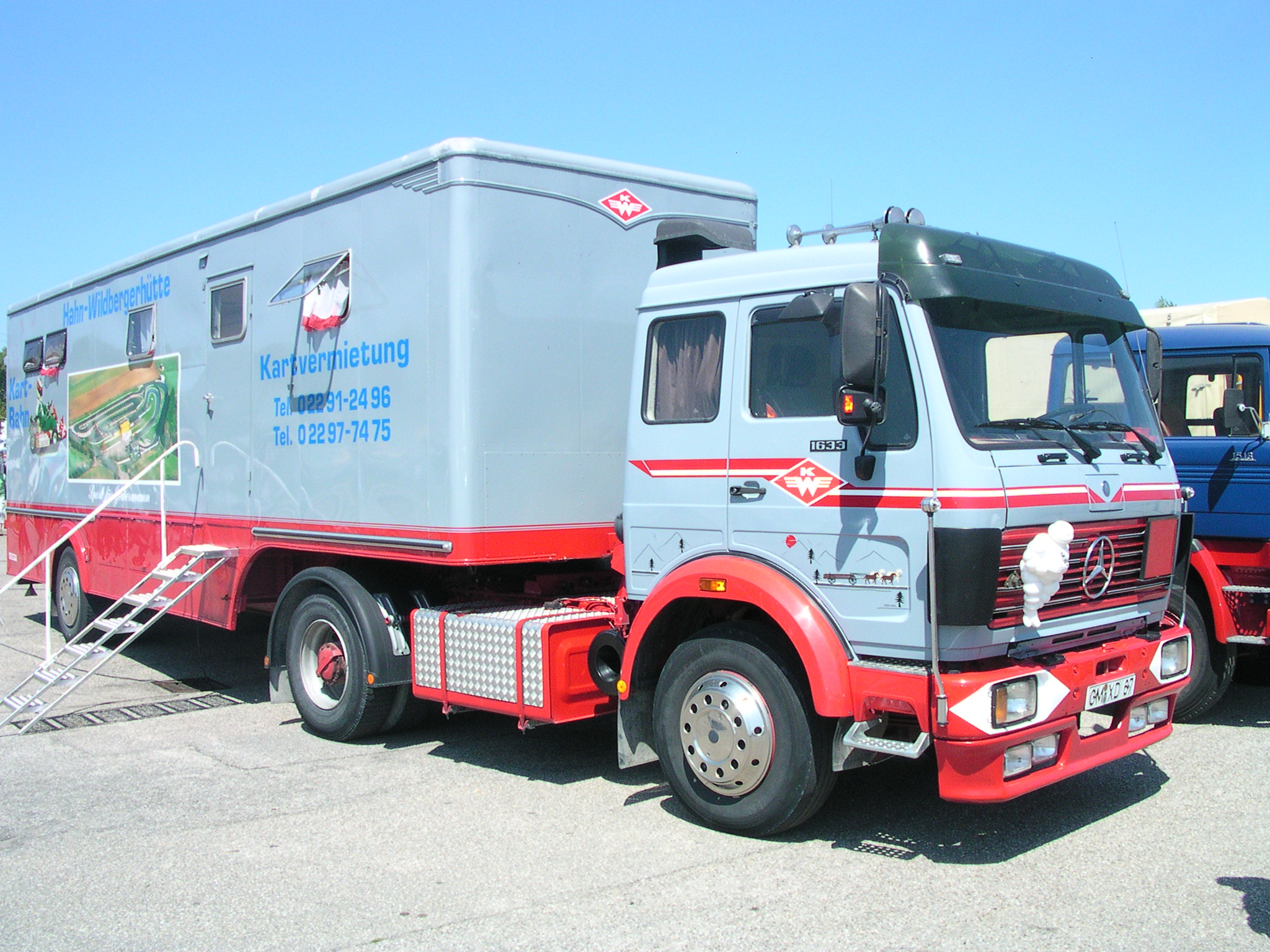
NG '85 (1985–1988)
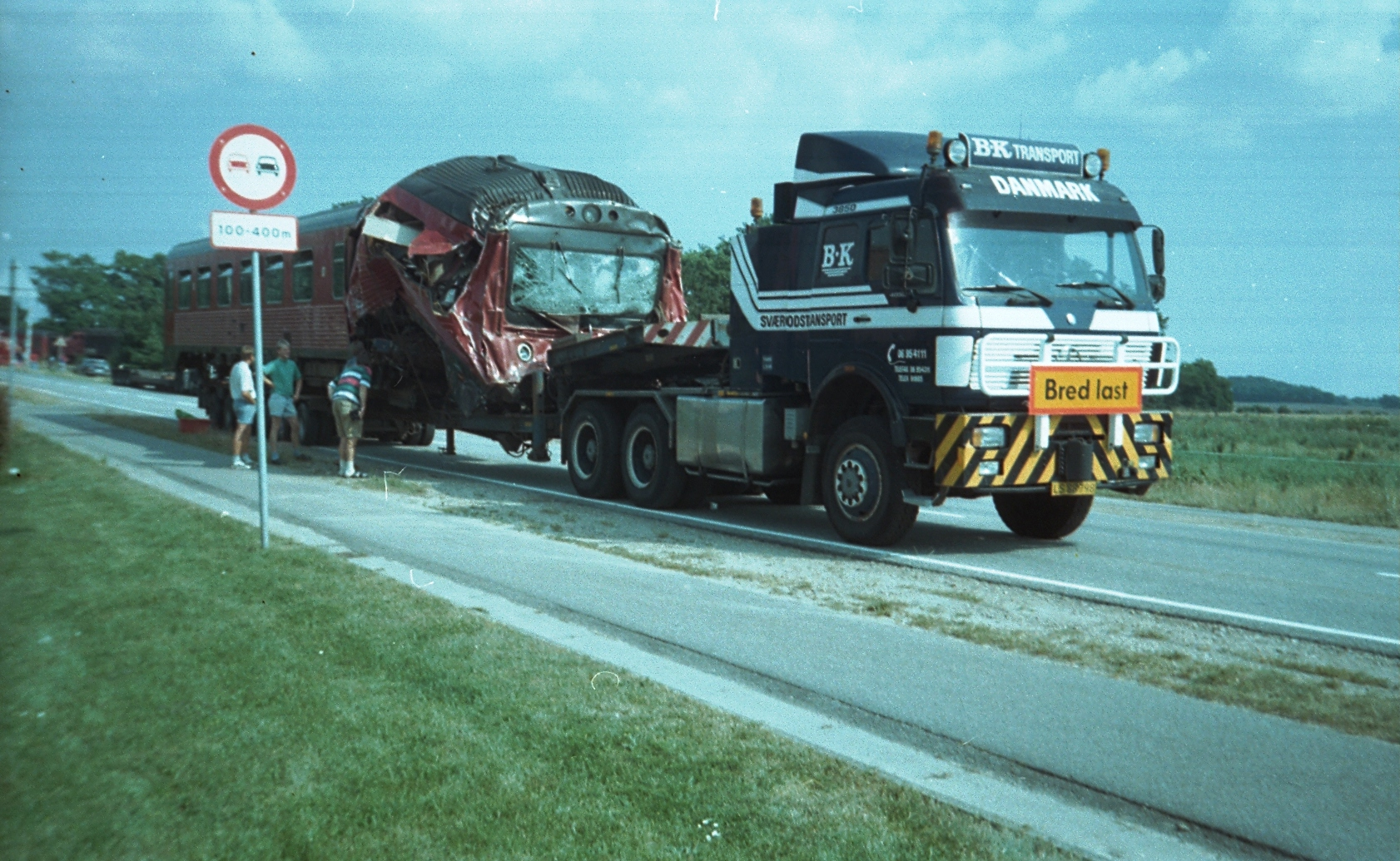
Těžký tahač NG '85 6×6
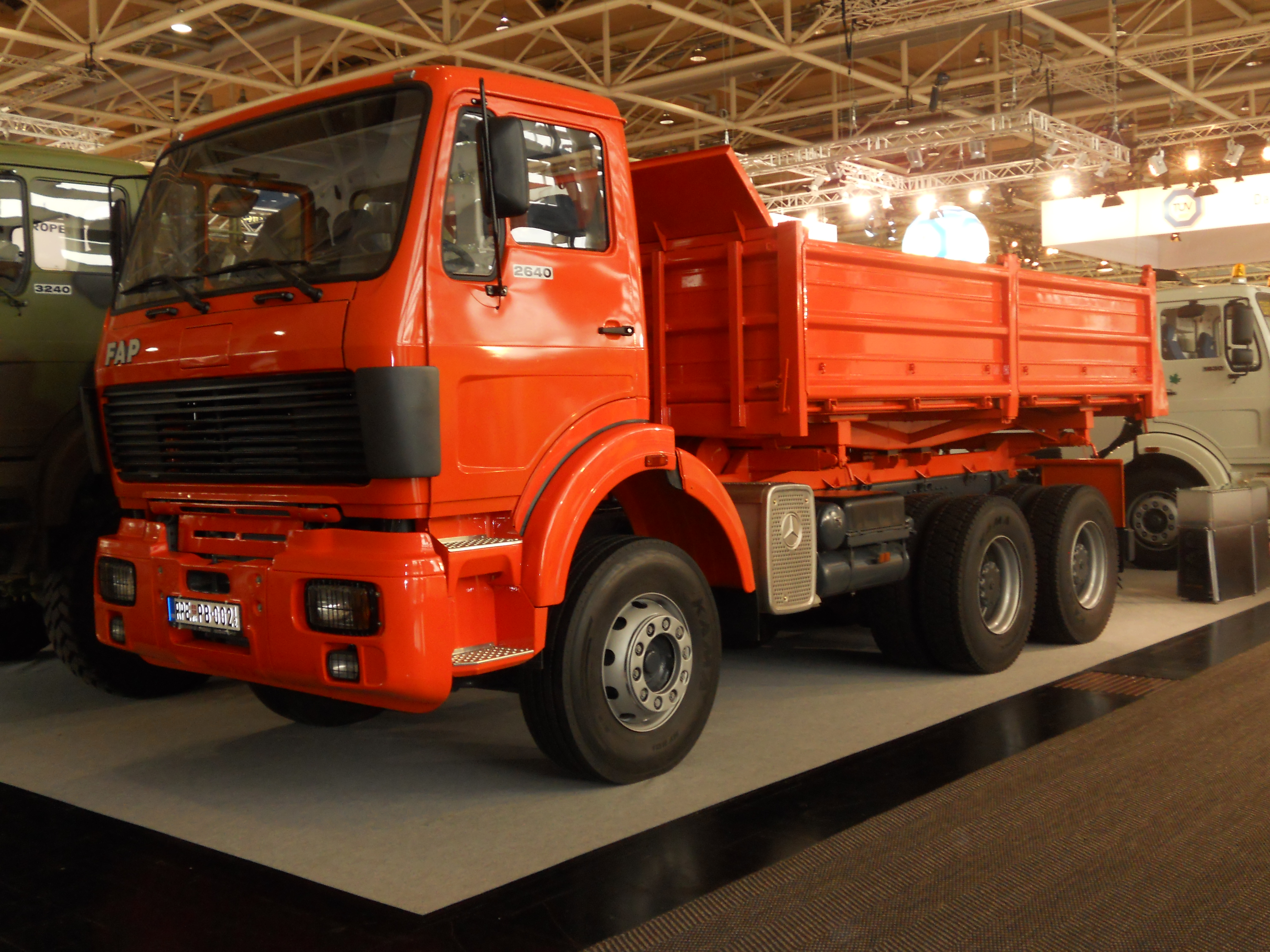
Srbský FAP NG 2640, třínápravový sklápěč na výstavě IAA 2012 v německém Hannoveru.

## Vojenská vozidla

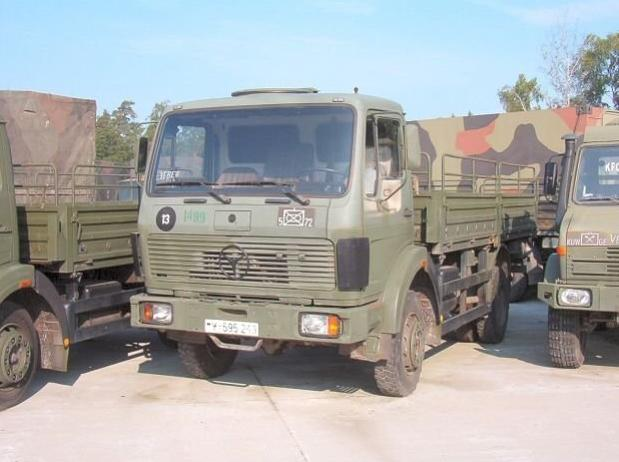
Mercedes-Benz 1017 A Bundeswehru

„Nová generace“ byla také dodávána četným armádám. Jako Mercedes-Benz 1017 nebo 1017 A jej od roku 1977 pořizovaly také německé ozbrojené síly (Bundeswehr). V rámci přezbrojení Bundeswehru mělo být původně do provozu zařazeno až 22 000 vozidel Mercedes-Benz 1017 a 1017 A. Protože však již byla ve stejné době zadána objednávka na dodávku přibližně 18 000 kusů vozidel Mercedes-Benz Unimog U 1300 L společnosti Daimler-Benz AG, došlo k protestům zaměstnanců společnosti Magirus-Deutz AG, takže v této tonážní třídě bylo dodáno 7 000 vozů tohoto výrobce (resp. jeho nástupnickou firmou Iveco Magirus) (viz: řada Magirus-Deutz MK) místo těch od Mercedesu. Označení modelu Mercedes-Benz 1017 je tvořeno celkovou hmotností vozidla a výkonem motoru. Vozidla s vypínatelným pohonem přední nápravy jsou označena písmenem A jako verze s pohonem všech kol a nesou označení Bundeswehr „tmil gl“ pro částečně militarizované terénní vozy. Poslední vozidla byla dodána do roku 1988 a pod taktickým označením LKW 5t tmil jsou ve velkém počtu používána dodnes. V mnoha případech je také známý jako „5tunový nákladní vůz“ z hlediska maximálního užitečného zatížení. Termín „tonner“ v hovorovém jazyce v Bundeswehru také obecně znamená nákladní automobil. 